# Lucia Travaini

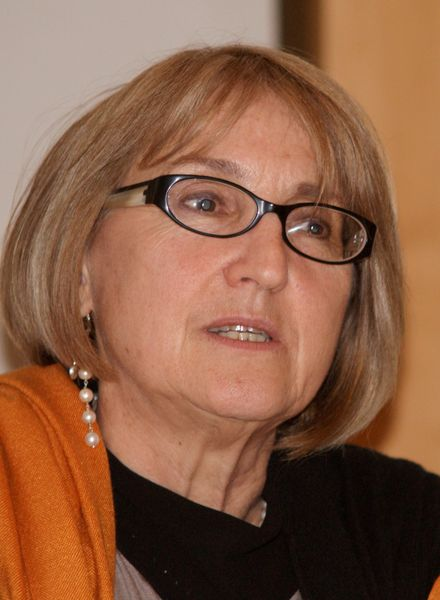
Lucia Travaini (2014)

Lucia Travaini (Roma, 3 agosto 1953) è una numismatica italiana.

## Biografia
Si è diplomata al Liceo Terenzio Mamiani e, nel 1976, si è laureata in Archeologia medievale all'Università La Sapienza.
Ha lavorato per quasi vent'anni presso il Ministero dei Beni Culturali e, in particolare, al medagliere del Museo Nazionale Romano.
Dal 1992 ha iniziato a collaborare all'Università di Cambridge con Philip Grierson al progetto Medieval European Coinage. Sempre con Philip Grierson ha pubblicato il volume Medieval European Coinage 14: Italy III, relativo alla monetazione dell'Italia meridionale, Sicilia e Sardegna.
Nel 1998 Travaini è rientrata in Italia in qualità di professore associato alla cattedra di numismatica medievale e moderna all'Università degli Studi di Milano.
Ha curato diverse voci di natura numismatica per l'enciclopiedia Treccani, come quella per l'augustale di Federico II di Svevia, su cui nel 2016 ha realizzato una presentazione per la trasmissione Museo Nazionale di Radio3.
Nel 2020, Travaini si avvale della sua competenza in materia numismatica per dare alle stampe un libro scientifico in forma narrativaː "I Trenta denari di Giuda. Storia di reliquie impreviste nell’Europa medievale e moderna". Il volume ha avuto un'edizione anche in lingua inglese (The Thirty Pieces of Silver. Coin relics in medieval and modern Europe) per i tipi della casa editrice Routledge, Abingdon, Oxon–New York, 2022. Il libro invita alla meditazione sul ruolo altamente simbolico e potente delle monete  che divennero il prezzo, il valore e la misura di Gesù.  Attingendo ad una vasta gamma di fonti teologiche e storiche della tardo antichità, del medio evo e moderne, la studiosa dimostra come anche i trenta denari, pur essendo gli oggetti più abietti della passione di Cristo, diventarono anch'essi reliquie, per concludere con uno sguardo alla funzione delle reliquie nella cristianità.

## Riconoscimenti
Nel 2008 le è stata conferita la medaglia della Gunnar Holst Numismatic Foundation, presso il Museo di Lödöse, a nord di Göteborg, in Svezia. In quell'occasione la numismatica romana presenta una relazione sulle monete depositate dai pellegrini di tutta Europa all'Ospedale di Santa Maria della Scala di Siena.
Il 16 ottobre 2012 è stata premiata con l'assegnazione della medaglia della Royal Numismatic Society che da più di cinquant'anni non era conferita ad un numismatico italiano: l'ultimo era stato Oscar Ulrich-Bansa, nel 1959. In passato il premio era stato assegnato a personalità del calibro di Theodor Mommsen, Vittorio Emanuele III, Francesco Gnecchi, Edward A. Sydenham e lo stesso Philip Grierson..
In  occasione del 175º anniversario della Sociétè Royale de Numismatique de Belgique, l'assemblea generale ha eletto Lucia Travaini tra i suoi membri onorari (che sono in totale 12). Gli altri nuovi eletti sono: Philip Attwood (British Museum), Andrew Burnett (Royal Numismatic Society), Chris Howgego (Oxford). Il 21 maggio 2016, in occasione di una giornata celebrativa svoltasi nella sede della Bibliothèque Royale de Belgique, ai nuovi membri onorari è stata consegnata la medaglia della Società.

## Pubblicazioni
- La monetazione nell'Italia normanna, Istituto Storico Italiano per il Medio Evo, Roma, 1995
- Medieval European Coinage, vol. 14: Italy (3). South Italy, Sicily, Sardinia, Cambridge University Press, Cambridge, 1998) [con Philip Grierson]
- Monete mercanti e matematica, Jouvence, Roma, 2003
- L'immaginario e il potere nell'iconografia medievale, Società Numismatica Italiana, Collana di Numismatica e Scienze Affini 5, Milano 2004
- Museo dell'Opera del Duomo di Orvieto / Tessere mercantili medievali, 2007
- Monete e storia nell'Italia medievale, Istituto Poligrafico e Zecca dello Stato, Roma, 2007
- Le zecche italiane fino all'unità, 2 volumi, Istituto Poligrafico dello Stato, Roma, 2011
- I capelli di Carlo il Calvo, Edizioni Quasar, 2013
- Il lato buono delle monete. Devozione, miracoli e insolite reliquie, EDM editore, 2013
- I trenta denari di Giuda. Storia di reliquie impreviste nell'Europa medievale e moderna, Viella editore, Roma, 2020